# David Lyndsay

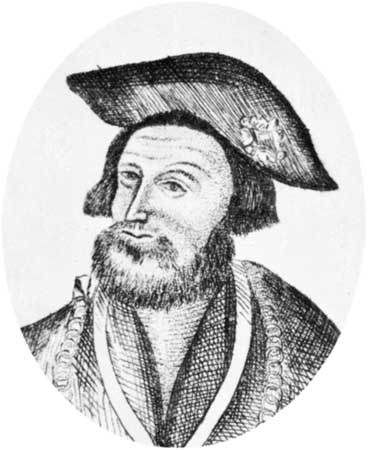

David Lyndsay (Lindsay) (ur. ok. 1490, zm. przed 18 kwietnia 1555) – szkocki poeta, sędzia i dyplomata.
Urodził się w arystokratycznej rodzinie. Był dworzaninem Jakuba V, reprezentował króla w ważnych misjach do monarchów europejskich. W latach, w których pracował w sądzie, powstała większa część jego poezji. Propagował reformację, tworzył satyry na korupcję w Kościele katolickim. W 1528 ukończył The Dreme, swoje najwcześniejsze zachowane dzieło pisane wierszem. Jest również autorem dramatu alegorycznego Ane Satyre of the Thrie Estaits (wystawionego w 1540) na temat korupcji warstw uprzywilejowanych i rozdziału władzy kościelnej od świeckiej; jest to jedyny jego dramat zachowany w całości.